# Горнолыжный спорт на зимних Азиатских играх 2017
Горнолыжный спорт на зимних Азиатских играх 2017 — соревнования по горнолыжному спорту, которые прошли в рамках зимних Азиатских игр 2017 года.
Все соревнования прошли в Саппоро, Япония, с 22 по 25 февраля 2017 года на лыжном курорте Саппоро Тэйнэ.
Было разыграно 4 комплекта медалей, по 2 у мужчин и женщин в гигантском слаломе и слаломе.

## Медалисты

### Мужчины
| Дисциплина        | Золото                       | Серебро                      | Бронза                |
| ----------------- | ---------------------------- | ---------------------------- | --------------------- |
| Гигантский слалом | Йохей Кояма Япония           | Ким Хён-Таэ Республика Корея | Хидэюки Нарита Япония |
| Слалом            | Юн Дун Хьюн Республика Корея | Ким Хён-Таэ Республика Корея | Хидэюки Нарита Япония |

### Женщины
| Дисциплина        | Золото              | Серебро         | Бронза                     |
| ----------------- | ------------------- | --------------- | -------------------------- |
| Гигантский слалом | Эми Хасегава Япония | Аса Андо Япония | Кан Ён-Со Республика Корея |
| Слалом            | Эми Хасегава Япония | Аса Андо Япония | Кан Ён-Со Республика Корея |

## Медальный зачёт
| Место | Страна           | Золото | Серебро | Бронза | Всего |
| ----- | ---------------- | ------ | ------- | ------ | ----- |
| 1     | Япония           | 3      | 2       | 2      | 7     |
| 2     | Республика Корея | 1      | 2       | 2      | 5     |
| Всего | Всего            | 4      | 4       | 4      | 12    |